# Pixie Hopkin
Pixie Hopkin (Singapur, 12 de abril de 1940) es una actriz, cantante, empresaria y diseñadora de moda irlandesa nacionalizada mexicana conocida principalmente por su papel de Julia en Tajimara y su empresa de pelucas y pestañas 'Pixie'.

## Primeros años
Pixie nació con el nombre de Angela en un barco camino a Singapur, hija de un doctor del Colonial Medical Service, su familia se trasladaba constantemente debido a asuntos relativos de la Segunda Guerra Mundial, pasó su infancia entre Singapur, Sudáfrica, Inglaterra e Irlanda. 
Estudió teatro en la Webber Douglas Academy of Dramatic Art en Londres y después cursó la maestría en Diseño de Vestuario Teatral en la Universidad Baylor en Dallas, Texas.

## Carrera
Fue actriz de teatro en Londres durante unos años hasta que se mudó a Texas para trabajar en el recién inaugurado Kalita Humphreys Theater, posteriormente se mudó a México donde trabajó como actriz de cine siendo su primera película en el país Tajimara donde interpretó a Julia; en aquella época frecuentaba al grupo intelectual "La mafia" colaborando con traducciones y siendo actriz en algunas producciones teatrales de Juan José Gurrola. Tuvo en el 65 un conjunto musical junto con Nacho Méndez con el nombre de "2+8 en Pop" llamado así por los ocho músicos que acompañaban al espectáculo más los dos cantantes principales; la música era una mezcla entre pop, rock y bossa nova. El proyecto duró poco, tuvo un LP y se disolvió por diferencias que Nacho tuvo con Gurrola que dirigía el show. Al año siguiente presentó el polémico musical "Hair" en Acapulco de Juárez que fue cancelado por la policía un día después de su debut debido a sus escenas de desnudez y su apología a las drogas.

### Filmografía
- 1965 Los bienamados (Julia)
- 1967 Mariana (Mariana)
- 1969 Patsy, mi amor (ella misma)
- 1969 The candy man (María López)
- 1970 Narda o el verano (Mariana)[6]

### Álbumes
- 1966 2+8 en Pop (con Nacho Méndez)
- 1969 Pixie and Hair (con Los Shakes)[7]

## Pixie
En la década de los 70 Pixie emprendió un negocio de pelucas y pestañas postizas junto con su socio y marido Alfredo Elías Calles, dueño de Industrias Capilares de México. Hopkin promocionaba el negocio en el programa Siempre en domingo de Raúl Velasco con 15 minutos de publicidad pregrabada y 10 minutos en vivo, la marca alcanzó su mejor momento en 1974 llegando a tener 42 tiendas y cerca de 5000 puntos de venta -la mayoría farmacias- y exportaciones a Estados Unidos, también tuvo una vertiente masculina de sus pelucas llamada Mr. Pix que vendía patillas, bigotes y pecheras de pelo; para finales de la década la publicidad en televisión se volvió incosteable y gradualmente con las tendencias de estilo de los 80 las pelucas pasaron de moda afectando su negocio.
Tras detener la producción de pelucas y productos capilares vendió la marca a Laboratorios Terrier y Mr. Pix pasó a manos de unos empleados suyos.

### Pixie Fashion
Elías Calles era un anunciante en Siempre en Domingo y Pixie realizaba el vestuario de los comerciales; tras las llamadas de la gente preguntando dónde podían conseguir esa moda surgió la idea de lanzar Pixie Fashion, una línea de ropa juvenil que tuvo bastante éxito, llegando a abrir 3 boutiques, una en Zona Rosa, otra en Satélite y otra en Polanco,además de otras tres tiendas dentro de las instalaciones de distintas sucursales de El Palacio de Hierro, igualmente, surtía a Saks Fifth Avenue, Nordstrom y Neiman Marcus, en Estados Unidos llegó a vender hasta en 200 boutiques especializadas. Tras el temblor del 85, la apertura de las fronteras para importaciones y el encarecimiento de la renta de las zonas donde estaba establecida, la marca cerró en 1991.

### El Palacio de Hierro
En 1993 se mudó a Irlanda y siguió trabajando como diseñadora para Liverpool y otras firmas, se mudó a Nueva York donde trabajó en la oficina de representación del Palacio de Hierro hasta 1999 que se mudó a la Ciudad de México para trabajar en el área de tendencias de la empresa.

## Vida personal
Conoció a Juan José Gurrola en Dallas mientras trabajaba en el Kalita Humphreys Theater; posteriormente se casó con él y se mudó a México en 1962; tuvieron una hija llamada Gabriela en 1963 y se divorciaron poco después.